# Arnaud Le Gall

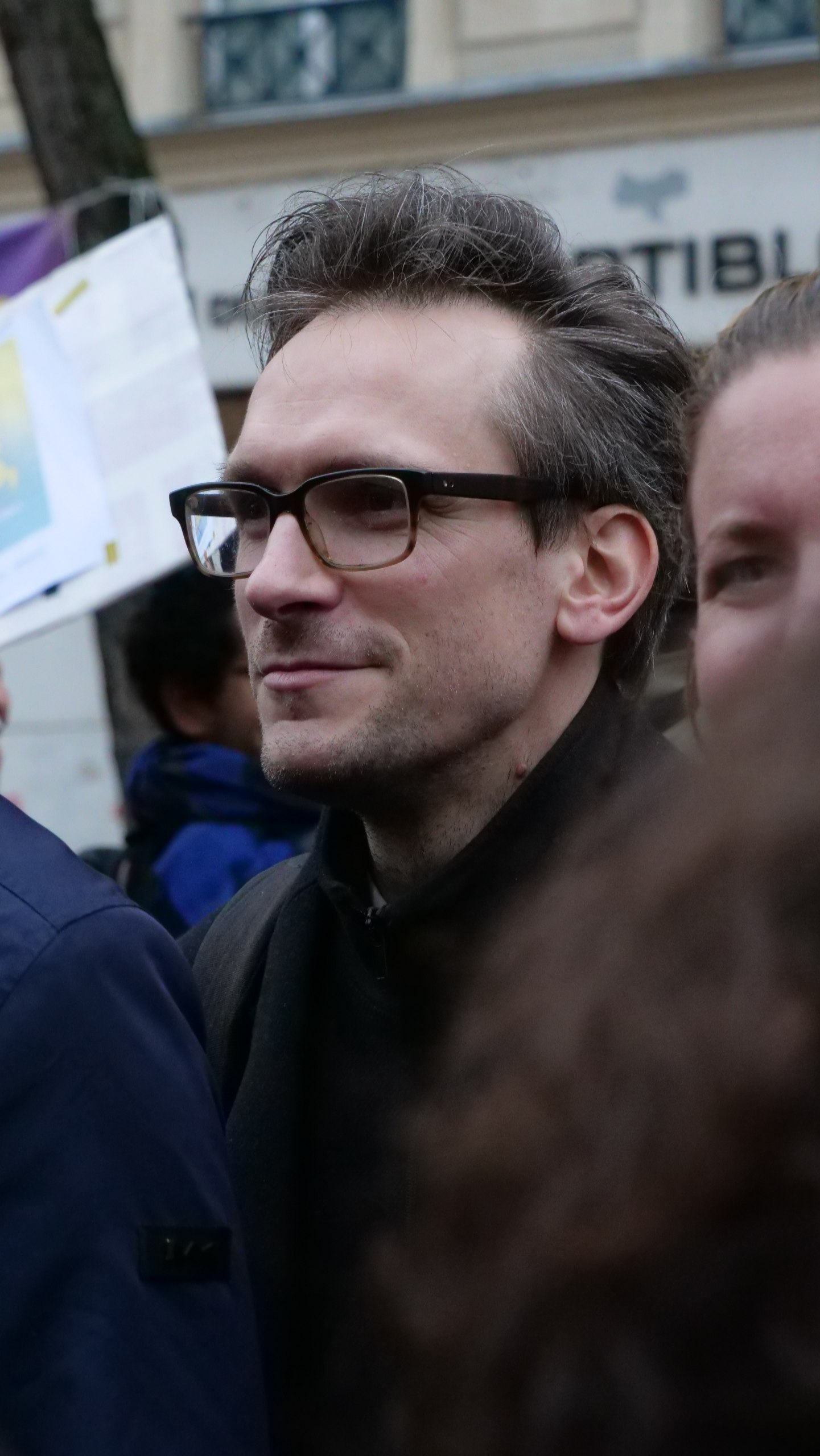
Arnaud Le Gall auf einer Demonstration 2024

Arnaud Le Gall (* 29. November 1980 in Carhaix-Plouguer) ist ein französischer Politiker der Partei La France Insoumise.

## Biographie
Arnaud Le Gall wird 1980 in Carhaix-Plouguer geboren. Seine Eltern waren Lehrer. Seine Familie war links geprägt. Sein Opa war Seemann, sein Vater Yves-Pierre Le Gall war Stellvertreter für Sport unter dem kommunistischen Bürgermeister Jean-Pierre Jeudy in Carhaix-Plouguer. Nach seiner Schulzeit studierte er in Brest und Rennes. Von 2012 bis 2022 arbeitete er in der Pariser Stadtverwaltung.

## Politik
2008 trat er der Parti de Gauche bei, weil ihn die Fragen internationaler Politik interessierten. Zu ihrer Gründung im Jahr 2016 trat er in die Partei La France Insoumise ein. Er schrieb den Außenpolitikteil des Wahlprogramms von Jean-Luc Mélenchon für die Präsidentschaftswahl von 2017. 2022 arbeitet er als parlamentarischer Berater der LFI-Fraktion zu Fragen der Außenpolitik.
Le Gall trat zur Parlamentswahl 2022 im Wahlkreis Val-d'Oise IX als Kandidat des Linksbündnisses NUPES an und setzte sich in der Stichwahl gegen den Kandidaten des Rassemblement National Jean-Baptiste Marly durch. Die Amtsinhaberin Živka Park konnte sich für die Stichwahl knapp nicht qualifizieren. Nach der Auflösung der Assemblée Nationale durch Emmanuel Macron trat Le Gall als Kandidat der Linkskoalition Nouveau Front Populaire erneut an und setzte sich im zweiten Wahlgang gegen die Kandidatin des Rassemblement National durch.
In der Nationalversammlung sitzt Le Gall für die Fraktion La France Insoumise im Auswärtigen Ausschuss.